# Citroën Berlingo
Citroën Berlingo er et Leisure activity vehicle fra den franske bilfabrikant Citroën. Bilen er identisk med Peugeot Partner og kom på markedet i slutningen af 1996. Navnet Berlingo er afledt af det franske ord Berlingot, en forkortet udgave af vognformen Berline.
Modellen findes i forskellige udførelser med én eller to skydedøre, med bagklap eller bagfløjdøre samt som kassevogn med blændede bageste sideruder. Et særligt kendetegn er multifunktionstaget i udstyrsvarianten Spacelight/Modutop. Derudover kunne modellen frem til marts 2007 også fås med stoftag fra fabrikken. Ombygningsdele til autocamper kunne også fås, og bilen fandtes også i en elbiludgave kaldet Citroën Berlingo Electrique.
Citroën var med Berlingo den første fabrikant til at tilbyde i model i denne dengang nye bilklasse, hvis grundflade ca. modsvarer en Volkswagen Golf, som udover en forhøjet siddeposition for føreren og et højere bygget karrosseri havde en meget stor kabine.
Berlingo-modellerne til det europæiske marked bygges i Vigo i Spanien.

## Berlingo I (1996−2009)

### Historie
- September 1996: Introduktion af Berlingo på det 56. Frankfurt Motor Show Nutzfahrzeuge i Hannover
- November 1996: Markedsintroduktion af Berlingo, den første model i den nye klasse af LAV'er, en slags kassevogn uden optisk opdeling mellem førerkabine og lastrum. Modellen fandtes i begyndelsen med en 1,4-litersmotor med 55 kW/75 hk og en 1,1-litersmotor (kun varebil) med 44 kW/60 hk.
- Januar 1997: Indføring af 1,9-liters dieselmotor med 51 kW/69 hk.
- Marts 1997: Introduktion af modellen Multispace med elektrisk stofskydetag som ekstraudstyr.
- Oktober 1998: Specialmodel Charleston med ABS, elektrisk stofskydetag og 1,8-litersmotor med 66 kW/90 hk.
- April 1999: Indføring af skydedør i højre side.
- September 1999: Specialmodel Ocean på basis af Multispace med standardmonteret klimaanlæg, metallak (guld, rød, kongeblå, mørkegrøn, lysegrøn), centrallåsesystem med fjernbetjening, el-justerbart sidespejl i højre side, opvarmelige sidespejle, el-ruder foran, delt bagsæde, lakerede spejlhuse, Isofix-befæstigelse på højre og midterste bagsæde, frakoblelig passagerairbag og trepunktssele på midterste bagsæde.
- November 1999: Indføring af 2,0-liters HDi-motor med 66 kW/90 hk (ligesom i Xantia og Xsara Picasso).
- Februar 2000: Specialmodel Chrono, afløser for specialmodel Ocean, med samme udstyr samt justerbare nakkestøtter bagi, metallak ikke længere standard.
- Maj 2000: Indføring af ekstra skydedør i venstre side.
- December 2000: Indføring af multifunktionstag Modutop i specialmodel Spacelight; 1,6 16V-motor med 80 kW/109 hk i stedet for 1,8-litersmotor med 66 kW/90 hk.
- Oktober 2002: Citroën præsenterede på Paris Motor Show 2002 en faceliftet Berlingo.
- December 2002: Specialmodel TONIC, afløser for specialmodel Chrono, basis var nu Berlingo.
- September 2003: En million Berlingoer bygget, heraf mere end halvdelen som personbil.
- Juni 2004: Indskrænkning af program til Kombi X (senere Advance), Multispace, Multispace Plus, modeller som Spacelight og Tonic udgik, ny specialmodel XTR med forhøjet undervogn.
- Juli 2005: 1,6 HDi-motor med 66 kW/90 hk i stedet for 2,0 HDi.
- Oktober 2005: Berlingo modificeret under betegnelsen Berlingo II. Skydedøre med ny mekanik og forenklet betjening, ændret kabineudstyr, nye side- og bagblinklygter og sidebeskyttelseslister. Hastighedsbegrænser nu indeholdt i sikkerhedspakke, og Exclusive-model udstyret med kørecomputer, regn- og lyssensor. 1,6 HDi-motor med 55 kW/75 hk i stedet for 1,9 D med 51 kW/69 hk.
- Juni 2008: Med introduktionen af anden generation 13. juni stærkt indskrænket modelprogram. Første generation nu solgt som Berlingo First med udstyr modsvarende den udgåede Berlingo Advance. Motorer kun 1,4 55 kW/75 hk og 1,6 HDi 55 kW/75 hk, bagklap ikke længere tilgængelig.
- Slutningen af 2009: Den sidste Berlingo First bygges, og modellen udgik i 2010.

- Bagfra
- Citroën Berlingo
(2002–2005)
- Bagfra
- Citroën Berlingo
(2005–2009)

### Tekniske specifikationer
| Model         | Cylindre | Ventiler | Slagvolume cm³ | Max. effekt kW (hk) / omdr. | Max. drejningsmoment Nm / omdr. | 0-100 km/t sek. | Topfart km/t | Byggeår     |
| ------------- | -------- | -------- | -------------- | --------------------------- | ------------------------------- | --------------- | ------------ | ----------- |
| Benzinmotorer |          |          |                |                             |                                 |                 |              |             |
| 1.4i          | 4        | 8        | 1361           | 55 (75) / 5500              | 111 / 3400                      | 14,6            | 150          | 1996 − 2009 |
| 1.6i 16V      | 4        | 16       | 1587           | 80 (109) / 5750             | 147 / 4000                      | 12,7            | 172          | 2000 − 2008 |
| 1.8i          | 4        | 8        | 1761           | 66 (90) / 5000              | 147 / 2600                      | 12,2            | 160          | 1997 − 2000 |
| Dieselmotorer |          |          |                |                             |                                 |                 |              |             |
| 1.6 HDi       | 4        | 16       | 1560           | 55 (75) / 4000              | 170 / 1750                      | 17,8            | 150          | 2005 − 2009 |
| 1.6 HDi       | 4        | 16       | 1560           | 66 (90) / 4000              | 215 / 1750                      | 12,9            | 160          | 2005 − 2008 |
| 1.9 D         | 4        | 8        | 1868           | 51 (69) / 4600              | 125 / 2500                      | 16,3            | 142          | 1997 − 2005 |
| 2.0 HDi       | 4        | 8        | 1997           | 66 (90) / 4000              | 205 / 1900                      | 15,0            | 159          | 1999 − 2005 |

### Elbilversion
En elbilversion (Citroën Berlingo électrique) af Berlingo har motor fra Venturi Electric.

## Berlingo II (2008−)
På Geneve Motor Show 2008 blev anden generation af Berlingo introduceret, som i enhver henseende adskiller sig fra første generation. Kun betegnelsen Berlingo er genbrugt fra forgængeren, men er skrevet med en anden skrifttype. Den nye model er væsentligt større og mere komfortabelt udstyr, men det oprindelige koncept er bibeholdt. Motorprogrammet omfatter kun 1,6-litersmotorer, herunder benzinmotorer mellem 90 og 120 hk samt dieselmotorer mellem 75 og 114 hk.
Anden generation af Berlingo har været på markedet siden marts 2008. Bilen er 20 cm længere end forgængeren og deler platform med Citroën C4 Picasso, som igen er baseret på Citroën C4. Bagi har visse udstyrsversioner udtagelige enkeltsæder.
Derudover findes der en varebilsversion med et lastrum på 3,3 kubikmeter og en lasteevne på 775 kg. Med Extenso-førerhus er lastrummet 3,7 kubikcentimeter stort. Førerkabinen kan som ekstraudstyr fås med et tredje sæde. Udover højde- og længdejusterbart rat er også bjergigangsætningsassistent og ESP standardudstyr.
I rammerne af et facelift fik Berlingo i starten af 2012 et modificeret logo såvel som modificerede for- og baglygter. Som ekstraudstyr fås modellen også med LED-dagkørelys.
- Bagfra
- Berlingo II som kassevogn
- Bagfra
- Citroën Berlingo Multispace (2012−)

### Tekniske specifikationer
| Model         | Cylindre | Ventiler | Slagvolume cm³ | Max. effekt kW (hk) / omdr. | Max. drejningsmoment Nm / omdr. | 0-100 km/t sek. | Topfart km/t | Byggeår     |
| ------------- | -------- | -------- | -------------- | --------------------------- | ------------------------------- | --------------- | ------------ | ----------- |
| Benzinmotorer |          |          |                |                             |                                 |                 |              |             |
| 1.6i          | 4        | 16       | 1587           | 66 (90) / 6000              | 132 / 2500                      | 15,3            | 160          | 2008 − 2010 |
| 1.6 VTi       | 4        | 16       | 1598           | 72 (98) / 6000              | 152 / 3500                      | 15,5            | 162          | 2010 −      |
| 1.6i          | 4        | 16       | 1587           | 80 (109) / 6000             | 147 / 4000                      | 13,5            | 170          | 2008 − 2009 |
| 1.6 VTi1      | 4        | 16       | 1598           | 88 (120) / 6000             | 160 / 4250                      | 13,4            | 177          | 2009 −      |
| Dieselmotorer |          |          |                |                             |                                 |                 |              |             |
| 1.6 HDi       | 4        | 16       | 1560           | 55 (75) / 3500              | 185 / 1750                      | 17,1            | 150          | 2008 − 2010 |
| 1.6 HDi       | 4        | 8        | 1560           | 55 (75) / 4000              | 185 / 1500                      | 19,6            | 152          | 2010 −      |
| 1.6 HDi       | 4        | 16       | 1560           | 66 (90) / 4000              | 215 / 1750                      | 14,3            | 160          | 2008 − 2010 |
| 1.6 HDi       | 4        | 8        | 1560           | 68 (92) / 4000              | 230 / 1750                      | 16,3            | 165          | 2010 −      |
| 1.6 HDi       | 4        | 16       | 1560           | 80 (109) / 4000             | 260 / 1750                      | 12,5            | 173          | 2008 − 2010 |
| 1.6 HDi       | 4        | 8        | 1560           | 82 (112) / 3600             | 270 / 1750                      | 12,1            | 172          | 2010 − 2012 |
| 1.6 HDi       | 4        | 8        | 1560           | 84 (114) / 3600             | 240 / 1500                      | 13,9            | 176          | 2012 −      |

1 Motoren findes ikke på det danske modelprogram